# Mecopelidnota obscura
Mecopelidnota obscura är en skalbaggsart som beskrevs av Taschenberg 1870. Mecopelidnota obscura ingår i släktet Mecopelidnota och familjen Rutelidae. Inga underarter finns listade i Catalogue of Life.